# Jakalope
Ne doit pas être confondu avec Jackalope.
Jakalope est un groupe de musique rock canadien.

## Histoire
Fondé en 2003 par Dave Ogilvie (en), le groupe est notamment connu pour avoir créé le thème des Degrassi : La Nouvelle Génération pour plusieurs saisons.
Il participe également à la bande originale du film Bon Cop, Bad Cop, en 2006, avec le titre Upside Down.

## Discographie

### Albums
- It Dreams (2004)
- Born 4 (2006)
- Things That Go Jump In The Night (2010)

### Singles
- Pretty Life (2004)
- Feel It (2005)
- Go Away (2005)
- Upside Down (And I Fall) (2006)
- Digging Deep (2006)
- Witness (2010)